# Sin (groupe)
Pour les articles homonymes, voir Sin.
Sin est un groupe rock industriel français fondé en 1993 et originaire de Melun en banlieue parisienne.

## Biographie
Après avoir enregistré et sorti leur premier album en 1998, celui-ci reçut une excellente critique de la presse et un bon accueil du public. Prenant leur temps, les trois membres du groupe sortent leur deuxième album en 2002. En 2003 sort un album de remixes et d'inédits revisités par, entre autres, Oomph!. Ce dernier disque contient aussi leurs travaux pour la musique du jeu V-Rally 2, une campagne de publicité Paco Rabanne pour le parfum XS, réalisée par Bruno Aveillan ou la bande originale de The Crow 3: Salvation.
En 2004, Vince devient, sous le pseudonyme de MC Vice, membre du groupe de metal gothique Lycosia jusqu'à fin 2010. Après une forte période d'accalmie où le groupe s'était fait discret, il a été annoncé en novembre 2007, dans le forum du site officiel, qu'un 3e album est en cours de préparation avec un changement de line-up, Kyrill Nikitine remplaçant Damien Barquero à la guitare. Après une série de concerts en 2008/2009, le groupe projette pour la première fois leur film "K3" (tourné au Kazakhstan) en février 2010 (la sortie du DVD étant prévue pour le courant de l'année). Malgré le décès du chanteur Franck Renou, Vince et Kyrill continuent l'aventure en attendant de présenter de nouveaux membres à leur public.

## Membres

### Actuels
- Kyrill Nikitine (guitare)
- Vincent 'Vince' Brunello (claviers, échantillonneur, programmation)

### Anciens
- Franck Renou (chant) (décédé le 21 mai 2010 à l'âge de 35 ans d'un accident de la route)
- Damien Barquero (guitare)
- David Bazelaire (chant)
- Alain St-Germain (batterie)
- Boris Plault (batterie)

## Discographie

### Albums
- 1998 : Noisy Pipes Lovely Noises
- 2002 : Errare Digital Est

### Remixes
- 1998 : Painful Reconstructed (EP)
- 2003 : Reconstructed Singles

### Vidéos
- 1998 : Painful
- 2011 : K3

## Bandes originales

### Jeux vidéo
- 1999 : V-Rally 2
- 2004 : Need for Speed: Underground 2

### Film publicitaire
- 1999 : Paco Rabanne XS

### Cinéma
- 1999 : Lovers
- 2000 : The Crow 3: Salvation
- 2000 : Les Aliénés
- 2003 : Dédales
- 2005 : Le Transporteur 2
- 2011 : Music Excerpted From K3